# Jekaterina Bresjko-Bresjkovskaja
Jekaterina Konstantinova Bresjko-Bresjkovskaja (ursprungligt efternamn Verigo), född 25 januari (13 januari enligt g.s.) 1844 i Ivanovo, guvernementet Vitebsk, död 12 september 1934 i Prag, Tjeckoslovakien, var en rysk revolutionär.

## Biografi
Jekaterina Konstantinova Verigo, senare Bresjko-Bresjkovskaja, tillhörde en godsägarfamilj i Tjernihiv. Hon började, driven av medkänsla med de fattiga och förtryckta bönderna att ägna sig åt socialt upplysningsarbete. Då hon dock såg omöjligheten att med fredliga medel få till stånd verkliga reformer, lämnade hon 1873 sin familj och gav sig ut för att bedriva revolutionär propaganda. Med stor energi organiserade hon revolutionsföreningen i olika delar av Ryssland, och ända fram till revolutionen 1917 var hon helt inriktad på sitt arbete, som ofta avbröts av fängelsevistelser, förvisningar och straffarbete. Omkring 1896 började Bresjko-Bresjkovskaja verksamt delta i socialrevolutionärernas terrororganisationer. Efter februarirevolutionen 1917 stödde hon Aleksandr Kerenskijs regering med hela sin auktoritet som "den ryska revolutionens moder". Hon motsatte sig dock oktoberrevolutionen, och 1918 lämnade hon Ryssland och begav sig till Västeuropa, varifrån hon sedan bekämpade bolsjevikerna. Hon var sista tiden huvudsakligen bosatt i Prag.